# Zászlók képtára
Ez a galéria a zászlókat a rajtuk szereplő grafikai elemek szerint csoportosítva mutatja be.

## Egyszínű

Afganisztáni Iszlám Emirátus zászlaja (1709-1738 és 1880-1901)
ICS zászló bravo
Franciaország királyi zászlaja (1814–1830)
Maratha Birodalom zászlaja
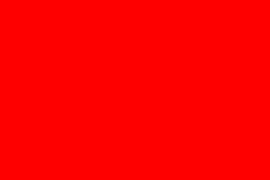
Maszkati Szultanátus zászlaja
ICS zászló quebec
NATO jelző zászló screen
Szocializmus vörös zászlaja
NATO jelző zászló speed
NATO jelző zászló subdivision
A fehér zászló

## Kétszínű

Róma zászlaja (függőleges bikolór)
Tatárföld zászlaja (vízszintes bikolór sávval)
Algéria zászlaja (függőleges bikolór ábrával)
A Salamon-szigetek zászlaja (Átlós bikolór ábrával és sávval)
Ukrajna zászlaja (vízszintes bikolór)
Lengyelország zászlaja

## Háromsávos és trikolór

Ausztria zászlaja (vízszintes kétszínű háromsávos zászló)
Kanada zászlaja (függőleges kétszínű háromsávos zászló ábrával)
Gambia zászlaja (vízszintes trikolór sávval)
Namíbia zászlaja (átlós trikolór ábrával és sávval)
Magyarország zászlaja (piros-fehér-zöld trikolór)
Belgium zászlaja (függőleges trikolór)

## Sávos

NATO jelző zászló turn (függőleges vonal)
Aragónia zászlaja (vízszintes vonal)
Dél-afrikai Köztársaság zászlaja (lepel)
Macedónia zászlaja (sugarak)

## Szegély

Argentína tengerészeti orr-árbóc lobogója
Grenada zászlaja
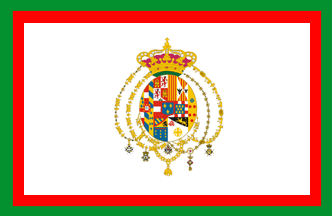
Második Szicíliai Királyság zászlaja
Wyoming zászlaja
Montenegró zászlaja

## Felsőszög

Brit vörös felségjelzés (Lásd még: A brit felségjelzéseken alapuló zászlók képtára)
Wallis és Futuna zászlaja
Eszperantó zászló
Az Amerikai Egyesült Államok zászlaja
Új-Zéland zászlaja
Ausztrália zászlaja

## Minták

### Kör vagy gömb

Európai zászló
Japán zászlaja
Timurid Birodalom zászlaja
Grönland zászlaja

### Félhold

Törökország zászlaja (félhold egy csillaggal)
Türkmenisztán zászlaja (félhold csillagképpel)
Nepál zászlaja (félhold és nap)
Pakisztán zászlaja (félhold felfelé irányuló csillaggal)
Azerbajdzsán zászlaja (félholdas trikolór egy csillaggal)

### Kereszt

Gdańsk, Lengyelország (Görög keresztek)
Szent Dávid zászló (Szimmetrikus kereszt)
Skócia zászlaja (Andráskereszt)
Finnország zászlaja (Skandináv kereszt)
Norvégia zászlaja (Skandináv kereszt)
Svédország zászlaja (Skandináv kereszt)
Izland zászlaja (Skandináv kereszt)
Dánia zászlaja (Skandináv kereszt)
Alabama zászlaja Az Amerikai Egyesült Államok tagállama (Andráskereszt)
Åland zászlaja (Finnország autonóm tartománya) (Skandináv kereszt)

### Rombusz

Amapá zászlaja
Arkansas zászlaja
Brazília zászlaja
Ceará zászlaja
Delaware zászlaja
ICS zászló foxtrot
Olaszország elnökének személyi zászlaja
Mato Grosso zászlaja
Saint Vincent zászlaja
Sint Eustatius zászlaja
Santa Catarina zászlaja

### Spirál

Koru zászló
Ottawa (Kanada) zászlaja

### Négyzet

Svájc zászlaja (négyzet alakú zászló)
ICS zászló sierra (négyzet a zászlóban)
Északnyugati Területek zászlaja, Kanada (Kanadai területek)
A kockás zászló
Vatikán zászlaja (négyzet alakú zászló)

### Csillag

Kína zászlaja
Az Amerikai Egyesült Államok zászlaja
A szovjet Vörös Hadsereg zászlaja (ötágú vörös csillaggal)
Portland, Oregon (négyágú fehér csillaggal)
Marokkó zászlaja
Izrael zászlaja (Dávid-csillag)

### Háromszög vagy Triszkelion

Csehország zászlaja
Guyana zászlaja
Salinas, Puerto Rico
Man-sziget zászlaja
Bosznia-Hercegovina zászlaja (háromszöggel és csillagokkal)

## Élőlények

### Állat

Kalifornia zászlaja, Egyesült Államok (grizzly medve)
Albánia zászlaja (sas)
Aquitania zászlaja, Franciaország (oroszlán)
Wessex zászlaja, Anglia (sárkány)
Wales zászlaja (sárkány)
Bhután zászlaja (sárkány)
Montenegró zászlaja (sas)
Louisiana zászlaja, Amerikai Egyesült Államok (pelikán)

### Embervagy Testrész

Belize zászlaja
Benini Királyság zászlaja
Brunei zászlaja
Korzika zászlaja
Delaware zászlaja
Florida zászlaja
Gijón zászlaja
Glarus zászlaja
Herm zászlaja
Jolly Roger
Kentucky zászlaja
Maine zászlaja
A Man-sziget zászlaja
Massachusetts zászlaja
Montserrat zászlaja
New Jersey zászlaja
New York állam zászlaja
Oslo zászlaja
Egyesült Államok Hadifogoly/Bevetésen eltűnt zászló
Szicília zászlaja
Uruguay zászlaja
Virginia zászlaja
Washington zászlaja
Nyugat-Virginia zászlaja
Wisconsin zászlaja

### Növény

Québec zászlaja
Kalmükföld zászlaja
Norfolk-sziget zászlaja
Az ENSZ zászlaja
Makaó zászlaja (Kína egyik különleges közigazgatású területe)
Libanon zászlaja
Kanada zászlaja
Hongkong zászlaja (Kína másik különleges közigazgatású területe)
Prince Edward-sziget zászlaja (Kanada tartománya)

## Objektumok

### Horgony, csónak, vagy hajó
Fő szócikk: Tengeri zászlók képtára

Anchorage, Alaszka
New Brunswick zászlaja
Quebec City zászlaja
Saint-Pierre és Miquelon zászlaja
Belgium tengerészeti zászlaja

### Csillagászati objektumok
Lásd Csillagászati objektumokat ábrázoló zászlók képtára. Ide tartozik a Nap, a Hold, a csillagok, a csillagalakzatok és más csillagászati objektumok.

Brazília zászlaja (különböző csillagok)
Alaszka zászlaja (Polaris és a Göncölszekér)
Banglades zászlaja (Nap)
Japán zászlaja (Nap)
Laosz zászlaja (Hold)
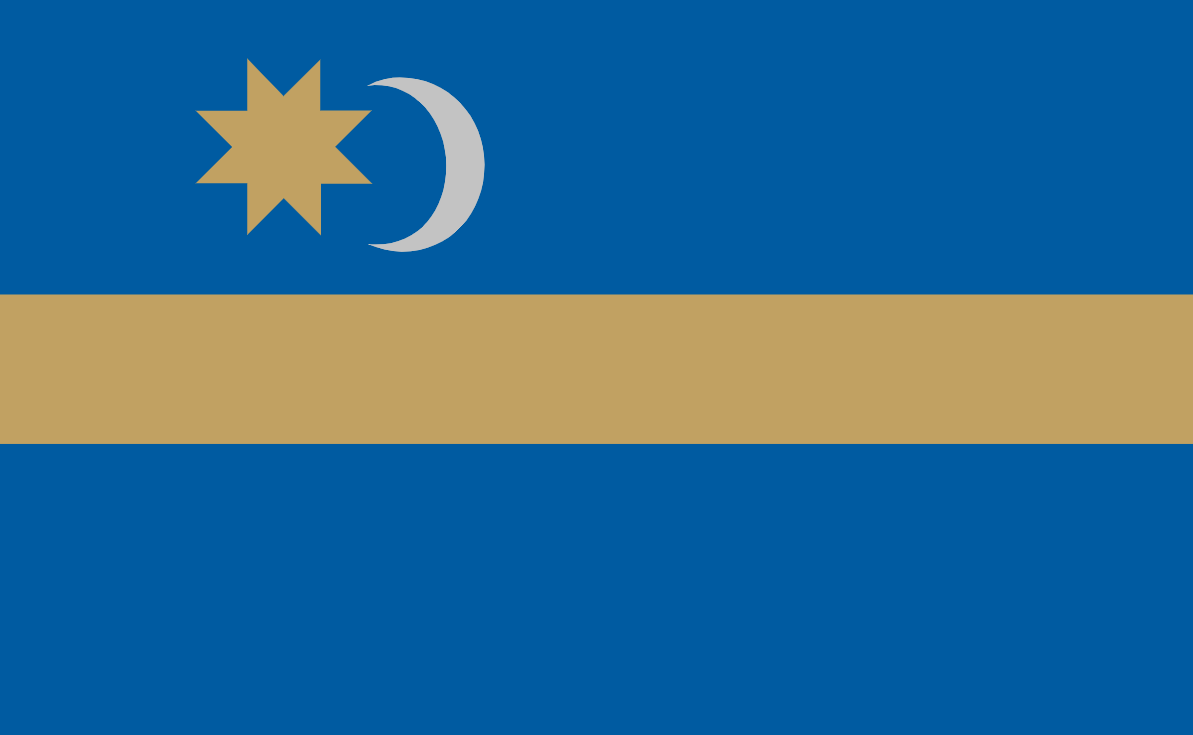
Székelyföld zászlaja

### Épület

Afganisztán zászlaja
Akershus megye zászlaja
Baltimore, Maryland
Kambodzsa zászlaja
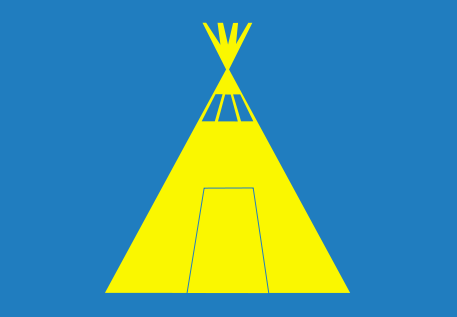
Kautokeino zászlaja
Egyesült Államok Hadifogoly/Bevetésen eltűnt zászló
Déli Nemzet, Etiópia
Toronto zászlaja

#### Vár, kastély

Amapá, Brazília
A Baleár-szigetek zászlaja
Belgrád zászlaja
Bergen zászlaja
Kasztília és León zászlaja
Kasztília-La Mancha zászlaja
Edinburgh hercegének zászlaja
Finnmark megye zászlaja
Gibraltár zászlaja
Hamburg zászlaja
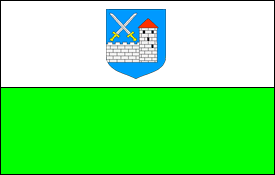
Ida-Viru megye zászlaja
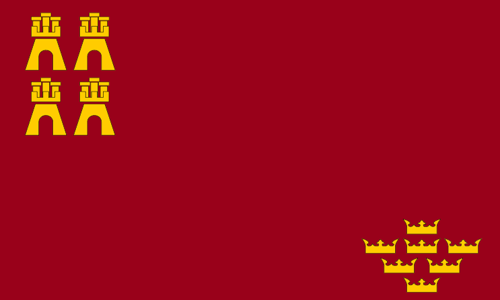
Murcia zászlaja
Vieques, Puerto Rico
Wight-sziget zászlaja

### Korona vagy fejfedő

Andorra zászlaja (püspöksüveg)
Ausztria állami zászlaja
Belgium állami zászlaja
Belgium tengerészeti zászlaja
Kanadai légierő zászlaja
Kolumbia tengerészeti zászlaja
Galícia zászlaja (állami)
Gdańsk, Lengyelország
Olaszország tengerészeti zászlaja
Lesotho zászlaja (1966-1987)
Marokkó polgári zászlaja
Marokkó tengerészeti zászlaja
Munster, Írország
Niagarai Törvényhatósági Régió, Ontario
Nicaragua zászlaja
Tádzsikisztán zászlaja
A Vatikán zászlaja

### Zászló
Lásd még: Felsőszöget ábrázoló zászlók képtára

Afganisztán zászlaja
Brunei zászlaja
Kanada zászlaja (Beddoe javaslata)
Cardiff, Wales, Egyesült Királyság
Georgia zászlaja 2001-2003
Haiti zászlaja
Herm zászlaja
New Brunswick zászlaja
Dél-Afrikai Unió zászlaja 1928-1994
Saint-Pierre és Miquelon zászlaja

### Domb, hegy, vagy szikla

Alberta zászlaja
Fehéroroszország elnöki zászlaja
Berguedà zászlaja
A Kanári-szigetek zászlaja
Chitral zászlaja
Denver, Colorado
Hunza zászlaja
[[Little Rock (Arkansas)|]], Arkansas
Magallanes, Chile
Nevis zászlaja
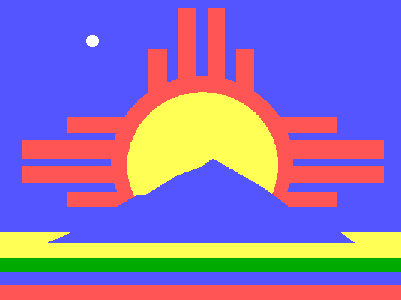
Roswell, Új-Mexikó
Sabah zászlaja
Sizuoka prefektúra zászlaja
Sint Eustatius zászlaja
Szlovákia zászlaja
Szlovénia zászlaja
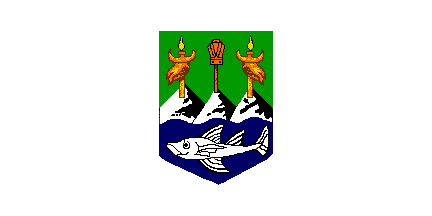
Az Urali kozákok zászlaja

### Térkép

Banglades zászlaja (1971-1972)
Bosznia és Hercegovina zászlaja (javasolt)
Bosznia és Hercegovina zászlaja (javasolt)
Bumbunga zászlaja
Chatham-sziget zászlaja
Karácsony-sziget zászlaja
Culebra, Puerto Rico
Ciprus zászlaja
Egyesítő zászló (Korea)
Szahalini terület zászlaja
São Paulo zászlaja
Celebesz zászlaja
Az ENSZ zászlaja

### Gép, szerszám, vagy hangszer

Andorra zászlaja (sétabot)
Angola zászlaja (gumiabroncs és machete)
Ausztria állami zászlaja (sarló és kalapács)
Barbados zászlaja (szigony)
Barbados tengerészeti zászlaja (szigony)
Belize zászlaja (fejsze, fűrész, kalapács)
Bonaire zászlaja (iránytű)
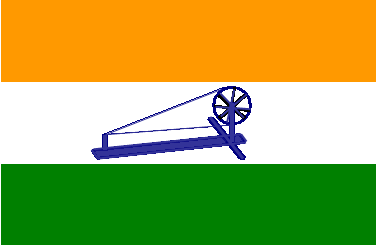
India zászlaja (1931) (fonókerék)
Olaszország elnökének zászlaja (gumiabroncs)
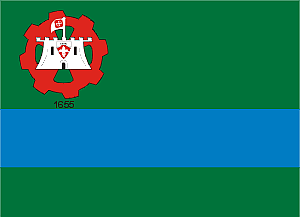
Jundiaí, São Paulo, Brazília (gumiabroncs)
Mozambik zászlaja (kapa)
Portugália zászlaja (Armilláris gömb)
Roma nép zászlaja (kerék)
Szovjetunió zászlaja (sarló és kalapács)

#### Hárfa

Protektorátusi zászló (Angliában, Skóciában és Írországban) (1658-1660)
Írország zöld felségjelzése (1701 körül)
Írország zöld felségjelzése (1800-1922)
Írország Lord Lieutenant-jének zászlaja (1171-1922)
Írország tengerészeti orr-árbóc lobogója
Írország 4 tartományának zászlaja
Írország elnöki zászlaja
Leinster, Írország

#### Kulcs

Genf zászlaja
Gibraltár zászlaja
Mauritius tengerészeti zászlaja
Nidwalden zászlaja
Obwalden zászlaja
Toa Baja, Puerto Rico
A Vatikán zászlaja

### Pajzs vagy fegyver

#### Nyílvessző és íj

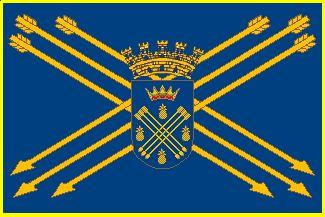
Caguas, Puerto Rico
Az Amerikai Virgin-szigetek zászlaja

#### Csatabárd

Norvég védelmi erők vezetőjének zászlaja
Hordaland megye zászlaja
Norvég flottaadmirális rangjelző zászlaja
Jämtland, Svédország zászlaja nem hivatalos zászlaja
Norvég védelmi miniszter zászlaja
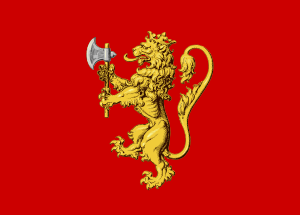
Norvégia királyának zászlaja
St. Gallen zászlaja
Norvégia koronahercegének zászlaja
Sør-Trøndelag megye zászlaja
Telemark megye zászlaja
Jaroszlavli terület zászlaja

#### Ágyú vagy lőfegyver

Belgium tengerészeti zászlaja
Mozambik zászlaja

#### Ütő, tőr, vagy kard

Asztrahányi terület zászlaja
Essex, Anglia
Olaszország tengerészeti zászlaja
London zászlaja
Malajzia tengerészeti zászlaja
Omán zászlaja
Szaúd-Arábia zászlaja
Srí Lanka zászlaja

#### Dárda, pajzs vagy lándzsa

Buganda zászlaja
Kenya zászlaja
Szváziföld zászlaja

## Felirat

Szivárvány béke zászló
Ruanda zászlaja (2001. október 25-éig)
Szaúd-Arábia zászlaja
Kalifornia zászlaja
Irán zászlaja